# Пенкало
Пенкало или наливперо је оловка која садржи унутрашњи резервоар течног мастила на бази воде. Траг на папиру се постиже тако што мастило из резервоара стиже до врха пенкала силом гравитације и капиларном појавом. За писање пенкалом потребан је минималан притисак.
Пуњење резервоара са мастилом може бити ручно (помоћу Пастерове пипете или шприца) или путем механизма за пуњење који усисава мастило преко врха пенкала, тзв. пера. Нека пенкала имају резервоар у виду патроне, која се вади и замењује другом када се потроши.

## Историја
Најстарији историјски запис о оловци попут пенкала датира из 10. века. Године 953. Маад ал-Муиз, калиф од Магреба, захтевао је да се направи оловка која неће умрљати његове руке или одећу, па му је обезбеђена оловка чије мастило из резервоара путује до врха пера и која не цури. Нису познати детаљи израде или механизма рада ове оловке, нити има сачуваних примерака пенкала из овог периода.
Постоје записи да је неки облик оловке са резервоаром за мастило био доступан у Европи од 17. века. Немачки проналазач Данијел Швентер је 1636. описао оловку направљену од два пера за писање. Једно перо је служило као резервоар за мастило унутар другог пера. Мастило је било запечаћено унутар пера помоћу плуте, а цеђено је кроз мали отвор за писање. Такође, године 1663. Самјуел Пепис је писао о сребрној оловци „која садржи мастило“. Познати историчар из Мериленда Хестер Дорси Ричардсон (1862—1933) писао је о „три сребрна пенкала, вредна 15 шилинга“ у Енглеској за време владавине Чарлса II око 1649—1685. До почетка 18. века, овакве оловке су постале познате као „наливпера“. Хестер Дорси Ричардсон је пронашао и запис из 1734. који је сачинио Роберт Морис старији у књизи трошкова Роберта Мориса млађег, који је у то време био у Филаделфији, о „једном наливперу“.
Године 1828. усавршена је техника израде јефтиног, ефикасног пера за пенкало, што је омогућило масовну производњу пера од челика у граду Бирмингему од 1830. године. Тиме је знатно повећано локално тржиште оловака и до 1850. године више од половине пенкала са челичним пером у свету произведено је управо у том граду. На хиљаде квалификованих радника (укључујући и жене) било је запослено у фабрикама за производњу пенкала. Даље усавршавање технике производње омогућило је да пенкала постану јефтина и приступачна већем броју људи, чиме је подстакнуто описмењавање и образовање становништва.